# کیجی واتانابه
کیجی واتانابه (انگلیسی: Keiji Watanabe؛ زادهٔ ۲۸ ژانویهٔ ۱۹۸۵) بازیکن فوتبال اهل ژاپن است.
از باشگاه‌هایی که در آن بازی کرده‌است می‌توان به باشگاه فوتبال ناگویا گرامپوس، باشگاه فوتبال جف یونایتد ایچیهارا چیبا، و باشگاه فوتبال آلبیرکس نیگاتا اشاره کرد.